# Bộ Biện (釆)
Bộ Biện, bộ thứ 165 có nghĩa là "phân biệt" là 1 trong 20 bộ có 7 nét trong số 214 bộ thủ Khang Hy.
Trong Từ điển Khang Hy có 14 chữ (trong số hơn 40.000) được tìm thấy chứa bộ này.

## Tự hình Bộ Biện (釆)

Giáp cốt văn
Kim văn
Đại triện
Tiểu triện

## Chữ thuộc Bộ Biện (釆)
| Số nét bổ sung | Chữ              |
| -------------- | ---------------- |
| 0              | 釆/biện/         |
| 1              | 采/thái/         |
| 4              | 釈/dịch/         |
| 5              | 釉/díu/ 释/dịch/ |
| 13             | 釋/dịch/         |